# Ober-Ost (1939)
Ober-Ost lub Oberkommando Ost (Naczelne Dowództwo na Wschodzie) – tymczasowa niemiecka władza okupacyjna na okupowanej przez Wehrmacht w trakcie agresji na Polskę części terytorium państwowego II Rzeczypospolitej.
Była to przejściowa forma niemieckiej władzy na okupowanych terenach II Rzeczypospolitej, istniejąca do czasu utworzenia dekretem Adolfa Hitlera z 12 października 1939 z mocą obowiązującą od 26 października 1939 Generalnego Gubernatorstwa i aneksji zachodnich terenów Polski przez III Rzeszę.
Oberkommando Ost wojskową władzę okupacyjną na zajmowanym przez Wehrmacht terytorium Polski sprawowało od 1 września 1939. Ustanowienie władzy cywilnej na ziemiach polskich okupowanych przez III Rzeszę nastąpiło natomiast 3 października 1939.
28 września 1939 – bezpośrednio po kapitulacji Warszawy – w zawartym w Moskwie traktacie o granicach i przyjaźni III Rzesza i ZSRR dokonały bowiem wbrew prawu międzynarodowemu (konwencja haska IV z 1907) wytyczenia granicy niemiecko-sowieckiej na okupowanym wojskowo terytorium Polski.
Naczelnymi Dowódcami Ober-Ost, a tym samym zwierzchnikami niemieckich wojskowych władz okupacyjnych w Polsce byli kolejno: gen. płk. Walther von Brauchitsch; gen. płk. Gerd von Rundstedt do 20 października, a od 20 października gen. Johannes Blaskowitz, zaś szefem cywilnej administracji minister Rzeszy Hans Frank.
Siedzibą dowództwa była Spała, zaś siedzibą szefa cywilnej administracji – Łódź.

## Struktura i zwierzchnicy Ober-Ost
- Naczelni dowódcy wojsk na Wschodzie:
  - gen. płk. Walther von Brauchitsch (od 1 września 1939)
  - gen. płk. Gerd von Rundstedt (od 3 października do 20 października 1939)
  - gen. Johannes Blaskowitz (od 20 października do 26 października 1939).
- Szef Sztabu Ober-Ost – gen. Erich von Manstein
- Główny kwatermistrz Ober-Ost – gen. por. Erwin Jaenecke
- Naczelny szef administracji cywilnej – Hans Frank (od 15 września 1939)
- Wyższy dowódca SS i policji – Friedrich Wilhelm Krüger
- Dowódca Sicherheitspolizei i SD – SS-Brigadeführer Bruno Streckenbach
- Dowódca Ordnungspolizei – gen. mjr. policji Helmuth Becker

25 września 1939 r. Adolf Hitler wydał dekret o „organizacji wojskowej administracji na okupowanych byłych obszarach polskich”. Oficjalnie już art. I. pkt 1 stanowił: „na okupowanych byłych obszarach polskich władzę wykonawczą pełni z mojego polecenia Głównodowodzący Wojsk Lądowych i utworzy administrację wojskową. Na czele wojskowej administracji stoi Głównodowodzący Wschód, generał-pułkownik von Rundstedt, z siedzibą w Spale”. Okupowane przez Niemcy obszary polskie zostały podzielone na cztery okręgi wojskowe: Prusy Zachodnie (gen. Walter Heitz), Poznań (gen. Alfred von Vollard-Bockelberg), Łódź (gen. von Rundstedt), Kraków (gen. Wilhelm List). Dla wschodniego Górnego Śląska i południowych Prus Wschodnich (Mazowsze Północne i Suwalszczyzna) miało nastąpić odrębne uregulowanie.